# نووروسیسک
نووُراسیسک (به روسی: Новоросси́йск) یکی از شهرهای جنوبی روسیه و یکی از بنادر مهم این کشور در دریای سیاه و در سرزمین کراسنودار می‌باشد. این شهر یکی از چند شهری است که در دورهٔ اتحاد جماهیر شوروی سوسیالیستی لقب «شهر قهرمان» را به‌خود گرفته‌بود. جمعیت نووراسیسک در سال ۲۰۰۵ میلادی بالغ بر ۲۸۱٬۴۰۰ نفر بوده‌است.